# Chrysotoxum maoershanicum
Chrysotoxum maoershanicum är en tvåvingeart som beskrevs av Li och He 1994. Chrysotoxum maoershanicum ingår i släktet getingblomflugor, och familjen blomflugor. Inga underarter finns listade i Catalogue of Life.